# ريتشارد شو (مونتير)
ريتشارد شو (بالإنجليزية: Richard Chew)‏ هو مونتير أمريكي، ولد في 28 يونيو 1940 في لوس أنجلوس في الولايات المتحدة.

## وصلات خارجية
- ريتشارد شو على موقع IMDb (الإنجليزية)
- ريتشارد شو على موقع ألو سيني (الفرنسية)
- ريتشارد شو على موقع أول موفي (الإنجليزية)
- ريتشارد شو على موقع قاعدة بيانات الأفلام السويدية (السويدية)
- ريتشارد شو على موقع قاعدة بيانات الفيلم (الإنجليزية)
- ريتشارد شو على موقع كينوبويسك (الروسية)